# Violences sexuelles lors de l'attaque du Hamas contre Israël
Les violences sexuelles lors de l'attaque du Hamas contre Israël, le 7 octobre 2023, sont les agressions prouvées ou soupçonnées perpétrées par des terroristes du Hamas. Le Hamas est accusé d'avoir commis des actes de violence sexuelle (agressions sexuelles et viols) sur le territoire israélien, particulièrement lors du massacre du festival Nova de musique à Réïm. Ces violences sexuelles incluent des viols, des agressions et des mutilations sur des jeunes filles et des femmes israéliennes,,,,,.
Ces crimes pourraient être définis comme des crimes de guerre et des crimes contre l'humanité, selon la position de la Cour pénale internationale (CPI) qui a été saisie. De son côté, Israël refuse toujours une enquête indépendante de l'Organisation des Nations unies (ONU), qualifiant l'organisme chargé de cette enquête comme « anti-israélien et antisémite ». La CPI a lancé fin novembre 2023 un appel à preuves des crimes sexuels, afin de lancer d’éventuelles poursuites judiciaires auprès de la Cour pénale internationale.
Le Hamas de son côté nie complètement les accusations portées contre lui et demande l'ouverture d'une enquête internationale et impartiale.
Ces agressions sexuelles, initialement soupçonnées puis progressivement révélées, encore en cours d'investigation, donnent lieu à une polémique, le gouvernement israélien et des féministes israéliennes et françaises reprochant aux associations féministes françaises et aux organisations internationales de ne pas les avoir condamnées ; celles-ci dénoncent une instrumentalisation des violences faites aux victimes. Néanmoins, le temps de l'enquête fait qu'aucune preuve matérielle n'est présentée avant début décembre 2023.
Une mission de l'ONU sur les violences sexuelles indique en mars 2024 avoir de « bonnes raisons de croire » que « des viols et des viols en réunion, dans au moins trois lieux » se sont produits lors des attaques du 7 octobre 2023. En outre, sur la base du témoignage d'otages libérés, les enquêteurs soulignent que des violences sexuelles ont été perpétrées sur certains otages durant leur captivité,. L’équipe de l’ONU a aussi permis de constater que deux allégations de violences sexuelles étaient fausses,.
Le rapport de Human Rights Watch publié le 17 juillet 2024 confirme la perpétration de crimes sexuels et sexistes le 7 octobre 2023 par le Hamas et le Jihad islamique palestinien.
Le Rapport Dinah, publié en juillet 2025, intitulé "A quest for Justice, Octobre 7 and beyond" étaye les crimes et violences sexuels commis le 7 octobre.

## Contexte
Le 7 octobre 2023, des centaines de commandos palestiniens, composés du Hamas, d'autres factions palestiniennes ainsi que des civils palestiniens fondent sur des kibboutz, des bases militaires et une vaste rave-party en Israël, dans ce qui est appelé l'enveloppe de Gaza, territoire en bordure de la bande de Gaza. Le pays hébreu vit alors sa pire attaque contre des civils depuis sa création en 1948 avec un bilan de 1139 morts, dont 695 civils parmi lesquels 20 enfants de moins de 15 ans et 240 otages emmenés dans la bande de Gaza. Le nombre de victimes du 7 octobre étant sans précédent dans l'histoire d'Israël, The Economist et Tablet le décrivent comme le jour le plus sanglant pour les Juifs depuis la Shoah,. La plupart des victimes sont des civils tués chez eux et lors d'un festival de musique en plein air, des policiers ainsi que des soldats stationnés dans des bases près de la frontière. Le massacre au festival de musique Tribe of Nova à côté du kibboutz Réïm apparaît être le plus grand théâtre de ces crimes.
Des témoins, pour la plupart à l'examen des corps retrouvés, déclarent que les hommes du Hamas ont torturé, violé et agressé sexuellement de nombreuses femmes et filles de tous âges, ainsi que quelques hommes,,,.
Les terroristes enregistrent une partie de leurs méfaits, tout comme les caméras de surveillance locales ; les images diffusées sur les réseaux sociaux, parfois en direct, montrent alors « des scènes atroces » de meurtres et de violences. Les photographies viennent notamment de la chaînes Telegram et sont publiées parfois par le Hamas lui-même avant d'être supprimées.
Sur la plupart des sites israéliens de massacre, « tous les crimes possibles ont été commis », rapporte rapidement Nicolas Delesalle, grand reporter à Paris Match, et l'état de nombreux corps de civils suppliciés rend très difficile leur identification.
Certaines familles de doubles nationaux pourraient demander justice dans des pays autres qu'Israël et poursuivre leurs plaintes auprès des tribunaux internationaux.

## Premiers soupçons de violences sexuelles
Sur des images tournées par le Hamas, le corps à moitié nu et désarticulé d'une jeune fille (Shani Louk) exhibé à l'arrière d'un pick-up, et sur laquelle on crache, ainsi qu'une tache de sang à l'arrière du pantalon d'une autre (Naama Levi) que l'on tire par les cheveux pour la faire sortir d'un coffre puis entrer dans une voiture, sont vus par des millions de personnes et figurent les « premiers indices de violences sexuelles sur des Israéliennes qui ont eu lieu le 7 octobre ».
Cinq jours après les attaques, l'Union des centres d'assistance aux victimes d'agressions sexuelles, craignant des viols ou des abus sur les otages kidnappés par le Hamas et d'autres Palestiniens, contacte le président du Comité international de la Croix-Rouge et la délégation de l'organisation en Israël, pour exiger qu'ils intensifient leurs efforts pour libérer les personnes enlevées détenues dans la bande de Gaza.
Les premiers récits de viols du 7 octobre émergent deux semaines après les faits et le 24 octobre, Israël publie la première vidéo du témoignage d'une soldate faisant état de violences sexuelles sur les corps dont elle s'est occupée, suivi ultérieurement d'autres témoignages de militaires.
Le 8 novembre, un journaliste indique que les enquêteurs ont reçu le témoignage direct d'un viol suivi de l'assassinat de la victime ; il est relayé par le gouvernement israélien sur les réseaux sociaux.

## Enquête criminelle
Initialement, « la priorité a été donnée à l’identification des corps et non à la conservation des preuves » car les autorités ignoraient alors que les faits allaient être mis en doute. Ensuite, il est besoin de temps pour identifier toutes les victimes par leur ADN dont particulièrement celles qui ont été brûlées vives.
Le 14 novembre, les autorités israéliennes annoncent avoir ouvert une enquête sur les viols du 7 octobre. D'autres enquêtes internationales la suivront.

### Police israélienne
Dès après les attaques du Hamas, la police israélienne subit des pressions de la part de la société civile qui lui enjoint d'enquêter sur les crimes sexuels commis lors des attaques du Hamas.
Une enquête criminelle de la police israélienne,, qualifiée de « complexe et délicate » à cause de l'état de nombreux cadavres - la plus vaste jamais réalisée dans le pays, sur les auteurs de ces actes du 7 octobre, et menée par l’unité de criminologie Lahav 433 surnommée « le FBI israélien », s’ouvre le 14 novembre pour « documenter ces crimes de guerre malgré le tabou qui les entoure » et le temps dont il est besoin pour que la parole des survivants se libère,. Ainsi, l'unité policière assure-t-elle enquêter sur les restes des victimes en s'appuyant sur des tests médico-légaux d'identification mais également sur « des viols en réunion ou des mutilations de cadavres » dont les témoins se font l'écho,. « Cette enquête […] est la plus importante de notre histoire », déclare le commissaire en chef d’Israël Yaakov Shabtai. Il évalue qu'ainsi, l'enquête pourrait encore durer « six à huit mois ». À ce stade, il ajoute précautionneusement « ne pas pouvoir établir que le Hamas avait donné des instructions pour violer des femmes ».
Les preuves rassemblées par Lahav 433 comprennent des photographies, des témoignages oculaires, des images tournées par des caméras du Hamas, des images de télévision en circuit fermé, des vidéos prises sur des téléphones portables, du matériel téléchargé sur les réseaux sociaux, des vidéos des forces de sécurité, du personnel médical, des volontaires du département d'identification des cadavres et des civils. Parmi les témoins figurent des survivants, des membres de leurs familles, des membres des forces de police, des pompiers, des agents de santé et des volontaires Zaka. S'y ajoutent les femmes chargées de nettoyer les dépouilles des victimes pour leur enterrement,.
Pour l'avocate belge auprès de la Cour pénale internationale Julie Goffin, « dans 90 % des dossiers (de viol), tout ce qu'il reste, c'est la parole des victimes. » Après le 7 octobre, initialement, « aucune victime vivante n'a dit avoir été violée », sachant que la majorité d'entre elles ont probablement été tuées par leurs agresseurs,,. Toutefois, dès novembre, le porte-parole de l'unité Lahav 433 indique qu'il possède « de multiples témoins dans plusieurs affaires ». Début décembre, la ministre israélienne de l'émancipation des femmes, May Golan, déclare à la BBC que quelques victimes de viol ou d'agression sexuelle ont pu survivre aux attaques. Le lieutenant-colonel Richard Hecht, un porte-parole de l'armée israélienne, déclare la grande préoccupation de l'armée par les violences sexuelles contre les femmes otages.
Parmi les nombreux témoignages reçus par les enquêteurs, certains font état de viols et de mutilations sexuelles,. Les témoignages les plus directs sont ceux des survivants du festival de musique Nova attaqué par le Hamas à Réïm. Bien qu'il soit difficile de retrouver des survivantes de viol parmi les nombreuses victimes, l'unité Lahav recueille le témoignage du calvaire d'une jeune Israélienne violée, mutilée et laissée pour morte, qui vient s'ajouter aux déclarations des témoins visuels. Les enquêteurs disposent en outre de milliers de fichiers vidéo (caméras de surveillance, images de caméras GoPro du Hamas) documentant les scènes de massacre. David Katz de l'unité d'enquête policière Lahav indique ː « Nous avons aussi vu des corps de femmes qui n'avaient plus de pantalons ou de sous-vêtements. » Les femmes chargées de préparer les restes des dépouilles des victimes avant leur enterrement ont décrit le choc qu'elles ont ressenti en ouvrant les sacs mortuaires à la vue de cadavres aux visages marqués, aux bassins et aux os brisés et aux organes génitaux ensanglantés.
Un secouriste de l'unité d'élite 669 Special Tactics Rescue Unit affirme qu'il avait déjà rencontré toutes sortes de victimes auparavant, mais que les violences du 7 octobre sont inimaginables.
Une policière déclare au parlement, fin novembre, que les enquêteurs israéliens ont déjà recueilli « plus de 1 500 témoignages choquants et pénibles », évoquant « des filles déshabillées au-dessus et au-dessous de la taille » et rapportent le témoignage oral du viol collectif, de la mutilation et du meurtre d'une jeune femme (voir section "Films "). Début décembre, « la police affirme qu'elle examine 60 000 vidéos saisies sur les caméras corporelles des attaquants du Hamas, sur les réseaux sociaux et sur les caméras de sécurité, ainsi que 1 000 témoignages pour traduire les auteurs en justice. »
Heather Barr, directrice associée de la branche des droits des femmes à Human Rights Watch considère que « ces récits sont horribles et méritent une enquête urgente, approfondie et crédible. »

#### Témoignages de ZAKA

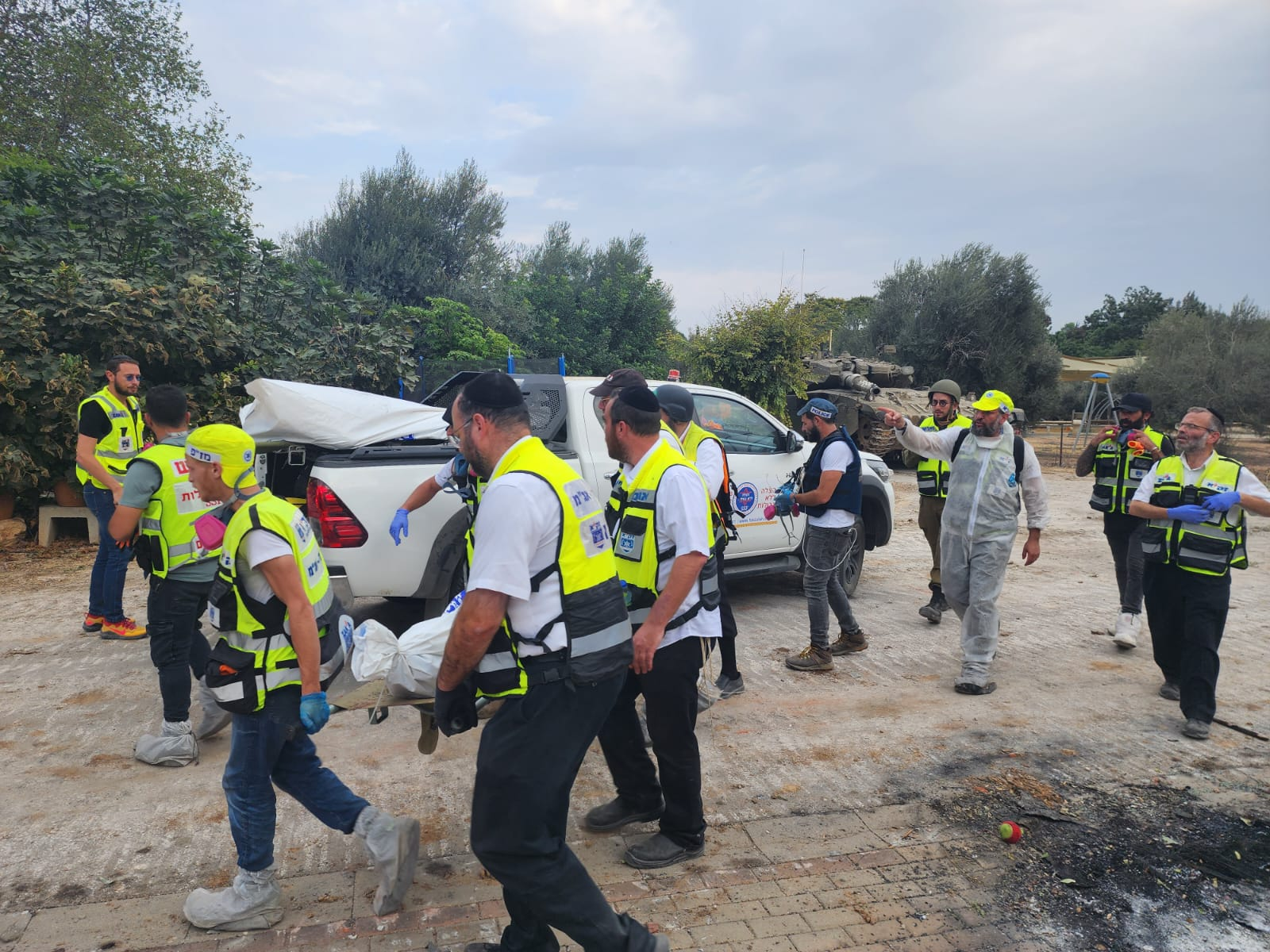
Transport pour identification d'un corps par les bénévoles de ZAKA, après l'attaque du 7 octobre.

Les témoignages de plusieurs secouristes religieux et bénévoles de l'ONG ZAKA (organisme israélien) qui a été la première à découvrir les corps abusés, et a récupéré leurs dépouilles après les massacres, et qu'elle a photographiées, vont également dans ce sens ː « Leurs récits décrivaient de nombreux corps nus de femmes et portant des signes de brutalité et d'abus », précise le journal Haaretz.
Haim Otmazgin, secouriste à l'organisation Zaka, témoigne au sujet de l'une d'entre elles ː « Au niveau de son entrejambe, dans la partie intérieure, une paire de ciseaux ou un couteau avait été planté. » Parmi les témoignages, celui écrit de Nachman Dyksztejna de ZAKA sur le kibboutz Be'eri qui dit « avoir vu les corps de deux femmes… les mains et les jambes attachées à un lit. L'une d'entre elles a été terrorisée sexuellement avec un couteau planté dans son vagin et tous ses organes internes ont été enlevés ». Il raconte également que sur le site du festival Nova, les petits abris étaient « remplis de piles de femmes. Leurs vêtements étaient déchirés sur la partie supérieure, mais leurs fesses étaient complètement nues. [...] Quand on regardait de plus près leurs têtes, on voyait une seule balle tirée directement dans le cerveau de chacune d'entre elles »
Selon la BBC, les témoignages de responsables et bénévoles des associations Zaka sont sujets à caution : « La BBC n'a pas été en mesure de vérifier ce récit de manière indépendante, et les médias israéliens ont mis en doute certains témoignages de volontaires travaillant sur les conséquences traumatisantes des attaques du Hamas. ». Les témoignages mis en doute sont aujourd'hui formellement démentis,.
Face aux nombreux démentis, les responsables du Zaka, soulignent que, “les secouristes volontaires ne disposent pas des compétences nécessaires pour identifier une personne assassinée et son âge, ou déclarer comment elle a été assassinée, à l’exception de témoignages oculaires, donc faillibles”.

##### Fake news
À la BBC, Yossi Landau, le responsable de ZAKA pour la région Sud, décrit un corps découvert près de l'entrée d'une maison présentant des « signes de torture et de mutilation, notamment une femme enceinte dont l'utérus avait été déchiré avant qu'elle ne soit tuée, et son fœtus poignardé alors qu'il se trouvait à l'intérieur d'elle » mais ce témoignage qui a été vérifié, s'est révélé être un faux, et ne correspondre à aucune réalité connue. Haim Otmazgin, dont le témoignage sur une adolescente supposément victime d'agression sexuelle a été présenté devant le Parlement israélien, et répété pendant trois mois dans les médias, plaide par la suite l'erreur d'interprétation : alors qu'il l'a décrite comme ayant été écartée de ses parents et découverte le pantalon baissé sur ses jambes, preuve selon lui d'un abus sexuel, il apparait que c'est l'armée israélienne qui a déplacé son corps, lequel a été déshabillé dans la manœuvre.  Concernant le témoignage précédent et répété de Yossi Landau, il indique pour sa part n'avoir vu à l'intérieur d'une maison qu'une femme un peu grosse, un câble électrique et une chose brûlée non identifiée, mais indique n'avoir pas été en mesure de contrer la rumeur, n'ayant pas la maîtrise des échanges de Landau avec la presse.  Si « des médias israéliens ont mis en doute certains témoignages de volontaires travaillant sur les conséquences traumatisantes des attaques du Hamas », le récit a toutefois malgré les démentis été mis en avant par certaines autorités israéliennes. Il a aussi été repris par la première dame d’Israël, Michal Herzog, à l'appui d'une tribune sur Newsweek titrée « Le silence des instances internationales face aux viols massifs perpétrés par le Hamas est une trahison envers toutes les femmes », et dans laquelle elle affirme à tort l'existence d'une vidéo tournée par le Hamas, alors que la vidéo jointe à l'article est originaire du cartel de la drogue au Mexique.  
Plusieurs autres témoignages issus de bénévoles d’associations de secours ont formellement été démentis notamment celles portant sur des bébés,.
Le journal israélien Haaretz considère que « les nombreuses preuves des crimes contre l'humanité commis par les terroristes du Hamas le 7 octobre ne devraient pas être contaminées » par la diffusion d'informations non vérifiées,. 

#### Films ː enregistrements, témoignages et interrogatoires
Certaines preuves relatives aux crimes de violence sexuelle sont présentées aux journalistes, hommes politiques, ambassadeurs, proches et membres d'organisations lors de projections spéciales, distinctes de celles relatives aux autres crimes commis par le Hamas lors des massacres du 7 octobre.
La police israélienne projette à la presse internationale le témoignage filmé d'une survivante, cachée lors de la rave party Nova à Reïm. Cette survivante interrogée, dite « le témoin S. » affirme avoir vu « un groupe de femmes emmenées par des hommes armés en uniformes militaires. » Elle ajoute qu'il y a eu un viol avant de décrire des mutilations, un viol et une exécution. Elle indique avoir assisté a un viol collectif où la jeune victime est abattue d'une balle dans la tête alors qu'elle est violée, puis l'un des terroristes lui coupe les seins pour jouer avec eux,,.
Un festivalier de la rave party de Réïm délivre son témoignage à travers un organisme de soutien ː « Certaines femmes ont été violées avant de mourir, d'autres ont été violées alors qu'elles étaient blessées, et d'autres encore étaient déjà mortes lorsque les terroristes ont violé leurs corps sans vie ».
Lucy Williamson, correspondante de la BBC au Proche Orient, rapporte qu'on lui a montré des photographies montrant des « corps de femmes nues de la taille au bas, ou avec leurs sous-vêtements déchirés d'un côté, les jambes écartées, avec des signes de traumatisme sur leurs organes génitaux et leurs jambes »,.
Il existe un autre film de 43 à 47 minutes, intitulé Bearing Witness (« Témoin du massacre du 7 octobre »), appelé officieusement en hébreu « Le film d'horreurs », qui compile des images brutes - parfois « insoutenables » - des attaques du Hamas sur Israël, tirées principalement d'extraits des vidéos des caméras corporelles portées par des attaquants du Hamas, de téléphones portables et des caméras de surveillance locale, dévoilant des scènes d'une extrême violence enregistrées pendant et après l'incursion. On y voit notamment des « femmes emmenées par les combattants apparaissant nues ou à moitié vêtues ». Ce film est d'abord projeté aux membres de la Knesset en Israël. D'autres projections ont lieu notamment pour les journalistes et diplomates étrangers en Israël et dans divers consulats israéliens du monde entier puis à des personnalités de l'univers cinématographique d'Hollywood, à Los Angeles et à New York auprès d'ambassadeurs, de hauts responsables de l'ONU et de dirigeants et représentantes d'organisations de femmes, aussi à des membres du Sénat américain réunis au Capitole des États-Unis et à près de 200 personnes à l'université Harvard.
Les agences de sécurité israéliennes diffusent des séquences vidéo de l'interrogatoire par le Shin Bet de plusieurs attaquants du Hamas capturés à la suite de l'attaque du 7 octobre. Dans ces vidéos, ils affirment qu’on leur a ordonné de « nettoyer » la zone, mais aussi de commettre des atrocités contre des civils israéliens, particulièrement les jeunes, y compris les femmes et les enfants ː décapitation, mutilation, écrasement des têtes des victimes mais également viol dont celui des cadavres. Les ordres de viols sont corroborés par l'enquête menée par la BBC. « Le but de la décapitation et du viol était de semer la peur et la panique dans la population israélienne » ; « nous avons voulu les violer pour les salir. » Parallèlement, le Hamas dément toutes allégations de viols de la part de ses hommes.

#### Travail d'identification
Dès le début, les Israéliens n'ont de cesse de vouloir identifier les corps des victimes qui arrivent sur la base militaire de Shura, près de Ramla (centre d'Israël), reconvertie en morgue, dans un état souvent très altéré, afin de les rendre à leur famille pour être enterrés. La police est chargée du corps des civils et l'armée dirige un processus parallèle pour ceux des soldats.[réf. nécessaire]
Rapidement, la police israélienne subit des pressions de la part de la société civile israélienne pour recueillir des preuves matérielles de crimes sexuels alors qu'elle n'est pas passée par la police scientifique dans ses investigations mais constate toutefois la difficulté pour ce faire dans une zone de guerre agitée, et considère que l’ampleur des crimes sexuels commis par le Hamas ne pourra jamais être parfaitement connue. Outre la base de Shura, une deuxième installation au Centre national israélien de médecine légale d'Abu Kabir (Tel Aviv) se charge de l’identification des morts en se concentrant sur les « corps parmi les plus mutilés, dont les restes carbonisés... n’ont que peu ou pas de matériel génétique ou de marqueurs biométriques disponibles » et « contrairement à la morgue de Shura, Abu Kabir documente systématiquement la cause du décès pour les corps qui y sont examinés ».
Six semaines après les faits, le travail d'identification des corps se poursuit toujours sur la base de Shura. La médecine légale relève « certains éléments, comme les pelvis brisés ou des corps de femmes nues, laiss[a]nt penser qu'il y a eu des viols et d'autres exactions à l'égard des femmes lors de cette attaque, ce qui n'est pas étonnant au vu de sa barbarie, mais pour l'instant nous avons très peu de détails », estime fin novembre Céline Bardet, juriste spécialiste des crimes de guerre et présidente de l'ONG française We are not Weapons of War (« Nous ne sommes pas des armes de guerre »). Elle ajoute que « le travail d'enquête mené par la police israélienne pourrait s'avérer particulièrement difficile au vu du contexte : ce sont des corps extrêmement dégradés sur lesquels vont devoir travailler les médecins légistes. ».

### Enquête par une commission civile indépendante
Cochav Elkayam Levy, professeure de droit international à l'université de Pennsylvanie, crée la« Commission civile sur les crimes du Hamas contre les femmes et les enfants » commis le 7 octobre, qui est un organisme indépendant composé de juristes, d'activistes, de criminologues et de chercheurs et d'autres personnalités qui collectent des preuves et du matériel dans le but de créer une base de données,.
Dans un premier temps, les preuves et documents collectés pourront être utilisés par les victimes ou leurs proches et, plus tard, l'intention est de créer des archives relatives à ces crimes à l'Université Ben Gourion, avec un accès limité aux nécessités.

### Enquêtes journalistiques et impact médiatique
Début novembre, la rédaction de The Times of Israel ouvre une enquête documentée centrée sur les preuves recueillies sur les corps des personnes massacrées le 7 octobre. Le quotidien en ligne publie notamment le témoignage d'un responsable de la police scientifique qui indique que le délai pour retrouver les corps et la manipulation des corps par des non professionnels rend difficile d'obtenir des preuves « matérielles » des crimes sexuels.
Le 27 novembre, Mediapart titre « Crimes sexuels du Hamas : derrière les polémiques, la réalité d’une arme de guerre ». Faisant état du nombre croissant de témoignages, pour la plupart indirects, sur ces viols et agressions sexuelles, et des enquêtes en cours sur le sujet, le journal explique « l’extrême difficulté de documenter ces crimes dont l’ampleur reste à évaluer ».
Début décembre, The Times se penche de manière significative sur le sujet en publiant une enquête sur les viols commis par le Hamas le 7 octobre, comprenant des témoignages descriptifs de survivants du massacre ayant assisté aux atrocités et ceux de l'unité de secouristes ZAKA considérant que les hommes du Hamas ont essayé « de semer autant de terreur que possible : tuer, brûler vifs, violer. »
Le 6 décembre, NBC News déclare que les preuves « suggèrent que des dizaines de femmes israéliennes ont été violées ou abusés ou mutilés sexuellement ».  
Une enquête est également menée par la BBC qui reprend à son tour, le 9 décembre, les différents témoignages de viols, de violences sexuelles et de mutilations de femmes lors des attaques du Hamas du 7 octobre.
Une autre enquête est menée par le quotidien américain The New York Times, qui la publie fin décembre. Le 5 janvier 2023, CNN couvre le sujet à la Une de son site internet, avec des recueils de témoins présents lors des massacres.

### Enquêtes réclamées
Le 12 décembre, un groupe d'une trentaine de sénateurs américains réclame à l'ONU l'ouverture d'une enquête indépendante à propos du « corpus croissant de preuves », et au secrétaire général António Guterres l'établissement d'« un effort indépendant de recherche de faits » pour recueillir les témoignages des survivants et des témoins des agressions et violences sexuelles commises le 7 octobre. Toutefois, Israël a précédemment refusé le principe d'une telle enquête: "Le Haut-Commissariat des Nations Unies aux droits de l'homme a déclaré avoir demandé l'accès à Israël et aux territoires palestiniens pour lui permettre de recueillir des informations sur les événements qui ont eu lieu les 7 et 8 octobre et depuis lors, mais Israël n'a pas répondu à sa demande." a déclaré Ravina Shamdasani, porte-parole du Haut-Commissariat des Nations unies aux droits de l’homme ,

### Rapports de violences sexuelles
En novembre, l'association Physicians for Human Rights Israel  (défendant les civils palestiniens de Gaza souffrant du blocus de l'enclave) publie une première évaluation indiquant avec certitude qu'il existe plus d'un cas de violence sexuelle s'étant « produit à plusieurs endroits et à plusieurs reprises » ; en revanche, la police ignore encore « si cela a été ordonné et si cela était systématique. » La presse en fait écho  le 5 décembre; notamment la chaîne MSNBC.
Fin novembre, la police israélienne évoque devant le Parlement israélien « des filles déshabillées au-dessus et au-dessous de la taille », retrouvées le 7 octobre, et détaille le témoignage du viol collectif, de la mutilation et du meurtre d’une jeune femme.
Alors que le mouvement islamiste palestinien nie formellement les accusations de crime sexuel, la police israélienne décide le 4 décembre, de communiquer le façon plus large les premiers éléments de son enquête débutée deux semaines auparavant, lors d'une conférence organisée au siège de l’ONU à New York, à l'initiative de l'ambassadeur d’Israël aux Nations unies, sur les crimes sexuels commis par les combattants du Hamas lors de l’assaut du 7 octobre. Le 4 décembre, la cheffe adjointe de l'unité Lahv 433 y indique notamment ː « Des filles étaient déshabillées, sans sous-vêtements. Certaines filles avaient le bassin fracturé à la suite de viols répétés » puis est diffusée la vidéo du témoignage de trois femmes évoquant viol et mutilations sexuelles sur autrui lors des attaques palestiniennes. »
Les premières évaluations du groupe de défense des droits israéliens et les récits des crimes sexuels du 7 octobre sont donnés le 5 décembre à l'agence multinationale Associated Press. Un médecin militaire déclare à l'AP qu'il a « découvert une demi-douzaine de corps de femmes et d'hommes présentant des signes possibles d'agression sexuelle » dont une jeune fille ayant reçu une balle dans la tête, allongée sur le sol, les jambes ouvertes et le pantalon baissé, avec ce qui ressemblait à du sperme dans le bas du dos, et d'autres corps présentaient des saignements massifs autour de l'aine et des membres désarticulés. Un réserviste dont l'unité est chargée de l'identification des corps et de la préparation aux funérailles religieuses des femmes soldats, déclare que certains corps de femmes sont arrivés sur la base militaire de Shura avec peu de vêtements sur elles, des parties de pyjama ou seulement des sous-vêtements ensanglantés.
Cependant, Elkayam-Levy de l'Université hébraïque regrette auprès de CNN ː « Nous ne saurons jamais tout ce qui leur est arrivé… Nous savons que la plupart des femmes violées et agressées sexuellement ont également été assassinées. »
Si à leur libération pendant la trêve humanitaire fin novembre, aucune des différentes otages femmes ne fait état de maltraitance sexuelle ou de viols de la part de ses geôliers du Hamas, il faudra plusieurs jours et le soutien voire le truchement des membres de leur famille pour que certaines se disent également victimes d'agressions ou d'abus sexuels durant leur captivité à Gaza. Aussi, « un médecin qui a soigné certains des 110 otages libérés a déclaré à l'AP qu'au moins dix hommes et femmes parmi les personnes libérées avaient été agressés ou abusés sexuellement. »
La BBC recueille le témoignage de plusieurs intervenants comme celui de la capitaine Maayan, l'une des réservistes de l'équipe médico-légale qui précise avoir vu un « grand nombre de femmes et de jeunes filles de tous âges », victimes de viol ou d'agression physique, selon les pathologistes ː « Nous voyons les ecchymoses [sur les corps], nous apprenons les coupures et les déchirures, et nous savons qu'elles ont été victimes d'abus sexuels ». Les enquêteurs de son équipe remarquent également « qu'il existe des similitudes dans les violences infligées aux corps arrivés à la base de la Shura », selon leur provenance ː ceux issus « du même endroit ont été traités de la même manière », que ce soit à travers les viols ou les assassinats. Une autre réserviste dit avoir « eu affaire à plusieurs corps brûlés » ou des « corps auxquels il manque la moitié inférieure » mais ignore ce qu'ils ont subi auparavant ; en revanche, ajoute-t-elle, « des femmes qui ont été clairement violées ? Il y en a suffisamment. Plus qu'assez. ». « En privé, certaines personnes travaillant sur le sujet parlent de « douzaines » de victimes, mais précisent rapidement que les preuves sont encore en train d'être rassemblées et reconstituées. »
Le 28 décembre 2023, The New York Times publie une enquête décrivant comment le Hamas s'est servi de la violence sexuelle comme d'une arme et démontre un schéma de viols, de mutilations et de brutalités extrêmes à l'encontre des femmes lors des attaques du 7 octobre. L'enquête de deux mois menée par le quotidien révèle de nouveaux détails douloureux, établissant que les attaques contre les femmes n'étaient pas des événements isolés mais s'inscrivaient dans un schéma plus large de violence sexiste le 7 octobre. S'appuyant sur des séquences vidéo, des photographies, des données GPS de téléphones portables et des entretiens avec plus de 150 personnes, dont des témoins, du personnel médical, des soldats et des conseillers en matière de viol, The New York Times identifie au moins sept lieux dans l'enveloppe de Gaza où des femmes et des jeunes filles israéliennes semblent avoir été agressées sexuellement ou mutilées.
En février 2024, l'Association des centres d'aide aux victimes de viol en Israël (ARCCI) publie un rapport listant l'ensemble des éléments portant sur les agressions sexuelles lors de cette attaque.
En mars 2024, un rapport des Nations unies reconnait l'existence probable de plusieurs viols lors de l'attaque du 7 octobre et sur les otages prises lors de cette attaque. 
Le 17 juillet 2024, Human Rights Watch (HRW) publie un rapport qui relate les nombreux crimes notamment des crimes contre l'humanité perpétrés lors de l'attaque terroriste du 7 octobre 2023. HRW dresse un inventaire sans appel : « Attaques délibérées et aveugles contre des civils et des biens civils, meurtres intentionnels de personnes détenues, traitements cruels et inhumains, violences sexuelles et sexistes, mutilations et vols de dépouilles, utilisation de boucliers humains. [...] Des centaines » de crimes de guerre ont été commis par des groupes armés palestiniens. Le rapport incrimine non seulement le Hamas mais aussi le Jihad islamique palestinien.

#### Systématisme
Selon divers intervenants israéliens, les agressions sexuelles subies le 7 octobre 2023 relèvent d'un systématisme. David Katz, de l'unité israélienne de lutte contre la cybercriminalité, participe à l'enquête et déclare aux journalistes de la BBC début décembre 2023 qu'il est trop tôt pour prouver que des violences sexuelles ont été planifiées dans le cadre de l'attaque, mais que les données extraites des téléphones des attaquants du Hamas suggèrent que « tout était systématique […] Rien n'est arrivé par coïncidence. Le viol était systématique ». Le gouvernement israélien a diffusé des extraits d'interrogatoires où certains combattants du Hamas capturés semblent dire que les femmes étaient ciblées aux fins de violences sexuelles. Shelly Harush, l'officier de police menant l'enquête, déclare au Times le 2 décembre : « Il est clair maintenant que les crimes sexuels faisaient partie de la planification et que le but était de terrifier et d'humilier les gens. ». Pour le chef de la police, Yaacov Shabtaï, « il s'agit d'un événement prémédité et systématique. ».

## Viols commis sur des otages à Gaza
Le rapport de l'ONU du 4 mars 2024 affirme qu'il y a de bonnes raisons de penser que des viols ont été commis sur les otages durant leur captivité à Gaza. Un témoignage relatant de tels crimes est publié par le New-York Times, le 26 mars 2024.

## Répercussions psychiatriques
La ministre israélienne de l'émancipation des femmes, May Golan, déclare à la BBC que parmi les victimes de viol ou d'agression sexuelle, très peu ont survécu et que celles-ci reçoivent toutes un traitement psychiatrique. Elle précise que trois jeunes filles qui ont assisté à des viols, tout en faisant semblant d'être elles-mêmes mortes, ne peuvent pas y faire face et sont hospitalisées dans une « situation psychiatrique très difficile ».
Le chef de la police israélienne, Yaacov Shabtaï, ajoute que de nombreux survivants des attentats ont du mal à parler et qu'il est probable que certains d'entre eux ne témoigneront jamais de ce qu'ils ont vu ou vécu ; « Dix-huit jeunes hommes et femmes ont été hospitalisés dans des hôpitaux psychiatriques parce qu'ils ne pouvaient plus fonctionner ».
D'autres rescapés seraient suicidaires et certains se seraient déjà suicidés.

## Plainte
Début décembre, après les projections de témoignages et les preuves d'actes de violences sexuelles commises par le Hamas, présentées à diverses personnalités, Médecins pour les Droits de l'Homme demande à la Cour pénale internationale d'ouvrir une enquête pour déterminer si les informations faisant état de violences sexuelles commises par le Hamas contre des femmes israéliennes constituent des « crimes contre l'humanité ».
L'avocate en droit international pénal Yael Vias Gvirsman et représente les familles de 53 victimes de l’attaque du Hamas auprès de la Cour pénale internationale de La Haye, où elle veut porter leur parole afin d'obtenir une reconnaissance à travers cette action juridique. Elle assure que « le monde entier va [y] connaître l’ampleur du sadisme du Hamas à l’égard des femmes ».
Le 14 février 2024, les organisations Forum des familles des otages et centre Raoul Wallenberg ont remis au bureau du procureur de la Cour pénale internationale (CPI) à la Haye un document accusant le Hamas de « crimes contre l’humanité ». La CPI n'est pas reconnue par l'État d'Israël.

## Hamas

### Déclarations
De son côté, le Hamas rejette toutes les accusations de viols et violences sexuelles, les qualifiant de « mensongères »,,,.
Ses responsables nient l'utilisation de violence sexuelle comme arme de guerre, s'appuyant sur les principes islamiques qui interdisent toute relation sexuelle en dehors du mariage. Le Hamas précise que toute violence sexuelle survenue devrait être imputée à d'autres militants armés qui ont franchi la frontière entre Gaza et Israël, le 7 octobre,.
Le chef du bureau politique du Hamas, Taher El-Nounou, a formellement réfuté toute implication du mouvement dans d'éventuelles agressions sexuelles. Il insiste sur la nécessité d'une « enquête internationale sérieuse et impartiale » afin de faire toute la lumière sur les événements.
Le Hamas accuse en outre les médias occidentaux de partialité et déclare que les rapports sur les violences sexuelles diabolisent la résistance palestinienne, et que notamment, celui du New York Times sur les violences sexuelles n'est pas concluant et que les témoignages de femmes israéliennes contredisent le rapport, eu égard au bon traitement des femmes otages dans la bande de Gaza.

### Considérations
Colin P. Clarke, directeur de recherche au Soufan Group, une société mondiale de conseil en renseignement et en sécurité, rappelle qu'« avant cette guerre, le Hamas, un groupe militant islamique voué à la destruction d'Israël, n'était pas connu pour utiliser le viol comme une arme… Ses tactiques comprenaient des attentats-suicides et des tirs contre des soldats et des civils israéliens »,.
Le porte-parole du département d’État américain, suppose que le Hamas n'a pas libéré toutes les femmes détenues comme otages dans la bande de Gaza, en poursuivant la trêve, de crainte qu'elles ne parlent de ce qu'on leur a fait subir,.
Dans son livre de 2020, Our Bodies, Their Battlefield: War through the Lives of Women, Christina Lamb note que le viol a été presque totalement évité au cours du conflit israélo-palestinien de 1948 à 2019 ; une étude anthropologique s'est même concentrée sur les causes possibles de son évitement presque complet. Ainsi, pour Tamar Herzig, vice-doyenne à la recherche de la Faculté des sciences humaines Entin de l'université de Tel Aviv, « les violences sexuelles qui ont eu lieu le 7 octobre constituent donc un tournant dramatique dans le conflit en cours au Moyen-Orient, [...] qui aurait dû appeler à une mobilisation massive d’indignation féministe ».

## Polémiques
Selon Le Point, de nombreuses organisations féministes internationales restent longtemps silencieuses pour condamner et manifester contre ces actes, ce que les associations françaises démentent, dénonçant une instrumentalisation de leur lutte. Mediapart titre « Crimes sexuels du Hamas : derrière les polémiques, la réalité d’une arme de guerre ». Faisant état du nombre croissant de témoignages, pour la plupart indirects, sur ces viols et agressions sexuelles, et des enquêtes en cours sur le sujet, le journal explique « l’extrême difficulté de documenter ces crimes dont l’ampleur reste à évaluer. » L'article déplore que la polémique qui s'est installée ajoute l'instrumentalisation politique à la souffrance des victimes.

### En Israël et dans d'autres pays
Le 5 novembre, soit un mois après les attaques terroristes, le compte officiel X de l'État d'Israël fait un appel d'encouragement aux féministes ː

« Il est temps de soutenir toutes les femmes israéliennes qui ont été violées, torturées, tuées et kidnappées par les terroristes du Hamas. […] Soutenir le Hamas ou rester silencieuses, c'est se mettre du côté des méchants meurtriers responsables de ces atrocités contre les femmes. »

 Sarah Weiss est une ancienne diplomate qui a longtemps travaillé au ministère des Affaires étrangères israélien et depuis le 7 octobre, est chargée de rédiger les documents officiels sur ces crimes pour le compte de l'ambassadeur d'Israël auprès des Nations unies Guilad Erdan. Fin novembre, elle lance de nombreuses accusations. Elle déclare avoir envoyé dès le 7 octobre plusieurs courriers au Conseil de sécurité de l'ONU pour alerter sur les crimes commis à l'encontre des femmes d'Israël mais « Sima Sami Bahous, la directrice d'ONU Femmes, a reçu ces lettres, et n'a pas jugé bon d'y répondre. Qu'il s'agisse des publications officielles, ou des siennes, ça ne raconte l'histoire que sous un certain angle », déplore Weiss. Le 8 octobre, au lendemain du « Shabbat noir », Sima Sami Bahous publie toutefois un tweet reprenant la même terminologie que celle des Nations unies, sans nommer les victimes israéliennes déjà tuées ou abusées.
Une semaine plus tard, la section ONU Femmes communique, mais les termes indirects de « violences de genre » plutôt que l'utilisation du mot « viols » qu'elle emploie lui sont vivement reprochés en Israël. Le Point lui reproche, outre ce langage, de n'avoir pas cité les otages emmenés dans la bande de Gaza.
De son côté, le journal londonien The Times s'interroge également sur le silence de l'ONU. Le même « silence assourdissant » s'entend du côté de l'UNICEF ou de CEDAW (Comité pour l'élimination de la discrimination à l'égard des femmes) qui déclare condamner « l'escalade de la violence au Moyen-Orient qui a tué des milliers de civils, dont des femmes et des enfants », sans plus de précisions non plus sur les violences spécifiques commises sur les femmes israéliennes le 7 octobre, après les attaques terroristes du Hamas en Israël. Pourtant, le 25 octobre, le secrétaire général de l'ONU António Guterres déclare : « J'ai condamné sans équivoque les actes de terreur horribles et sans précédent perpétrés par le Hamas en Israël le 7 octobre. » Et d'ajouter : « Il est aussi important de reconnaître que les attaques du Hamas ne se sont pas produites hors de tout contexte. »
Le 21 novembre, l'ambassadeur Guilad Erdan décide de renvoyer un courrier à Sima Bahous, qui reste muette au sujet des Israéliennes ː « Malheureusement […] l'organisation que vous dirigez et vous-même êtes restées complètement et totalement silencieuses face à ces crimes, sans aucune condamnation des actes de viols et violences sexuelles commis par le Hamas, ni aucune expression d'une quelconque solidarité pour les femmes et filles d'Israël. » Deux mois après les faits, par la voix de son Premier ministre, le gouvernement israélien accuse les organisations féministes de la communauté internationale, notamment celle des Nations unies, d'ignorer la douleur des victimes israéliennes. Le 25 novembre, journée mondiale de manifestations en solidarité avec les femmes, l'ONU Femmes affirme être « toujours alarmée par les récits de violences basées sur le genre le 7 octobre et appelle à une enquête rigoureuse » mais ses mots en demi-teinte et peu engagés ainsi que le temps qui lui a fallu pour s'exprimer font qu'elle reste une institution internationale particulièrement critiquée dans cette affaire,.
La Première dame d'Israël, Michal Herzog, reprenant faits exacts et fake news, prend alors la parole sur la question dans une tribune publiée le 22 novembre par Newsweek pour affirmer ː « Le silence des instances internationales face aux viols massifs perpétrés par le Hamas est une trahison envers toutes les femmes. » Certaines personnes comme la professeure de droit international Ruth Halperin-Kaddari (en), défenseure des droits de la femme en Israël, critiquent elles aussi le silence de l'ONU à ce sujet : « En restant silencieux, [l'ONU] ne se contente pas de nous décevoir, nous les femmes israéliennes, elle discrédite tout le système. Elle perd en crédibilité », a déclaré au quotidien Haaretz l'enseignante à l'université Bar-Ilan de Tel-Aviv.
Le 4 décembre, aux États-Unis, l'ancienne secrétaire d'État Hillary Clinton, la sénatrice Kirsten Gillibrand et la femme d'affaires féministe Sheryl Sandberg figurent parmi les personnes qui critiquent ce qu'elles appellent « un échec mondial à soutenir les femmes sexuellement victimes, agressés et dans certains cas tuées. » Émergent alors des slogans tels que « #Metoo sauf si vous êtes juive » (#MeToo unless you are a Jew) ou « un viol est un viol » (Rape is rape),,.